# Cathédrale Saint-Joseph de Nouméa
Cette  cathédrale n’est pas la seule cathédrale Saint-Joseph.
La cathédrale Saint-Joseph de Nouméa est une cathédrale catholique romaine située à Nouméa, en Nouvelle-Calédonie. Elle est le siège de l'archidiocèse de Nouméa depuis la création du diocèse en 1966.

## Histoire
L'église Saint-Joseph a été construite de 1887 à 1897 grâce à la main d’œuvre pénitentiaire et sur les plans d’un ancien condamné, un certain Labulle. Elle est bénie le 26 octobre 1890 par le père Xavier Montrouzier, aumônier de l’hôpital, inaugurée à la Toussaint suivante et consacrée par le vicaire apostolique des îles Fidji, Mgr Julien Vidal, avant que la façade et les clochers ne soient entièrement terminés.

## Plan et organisation

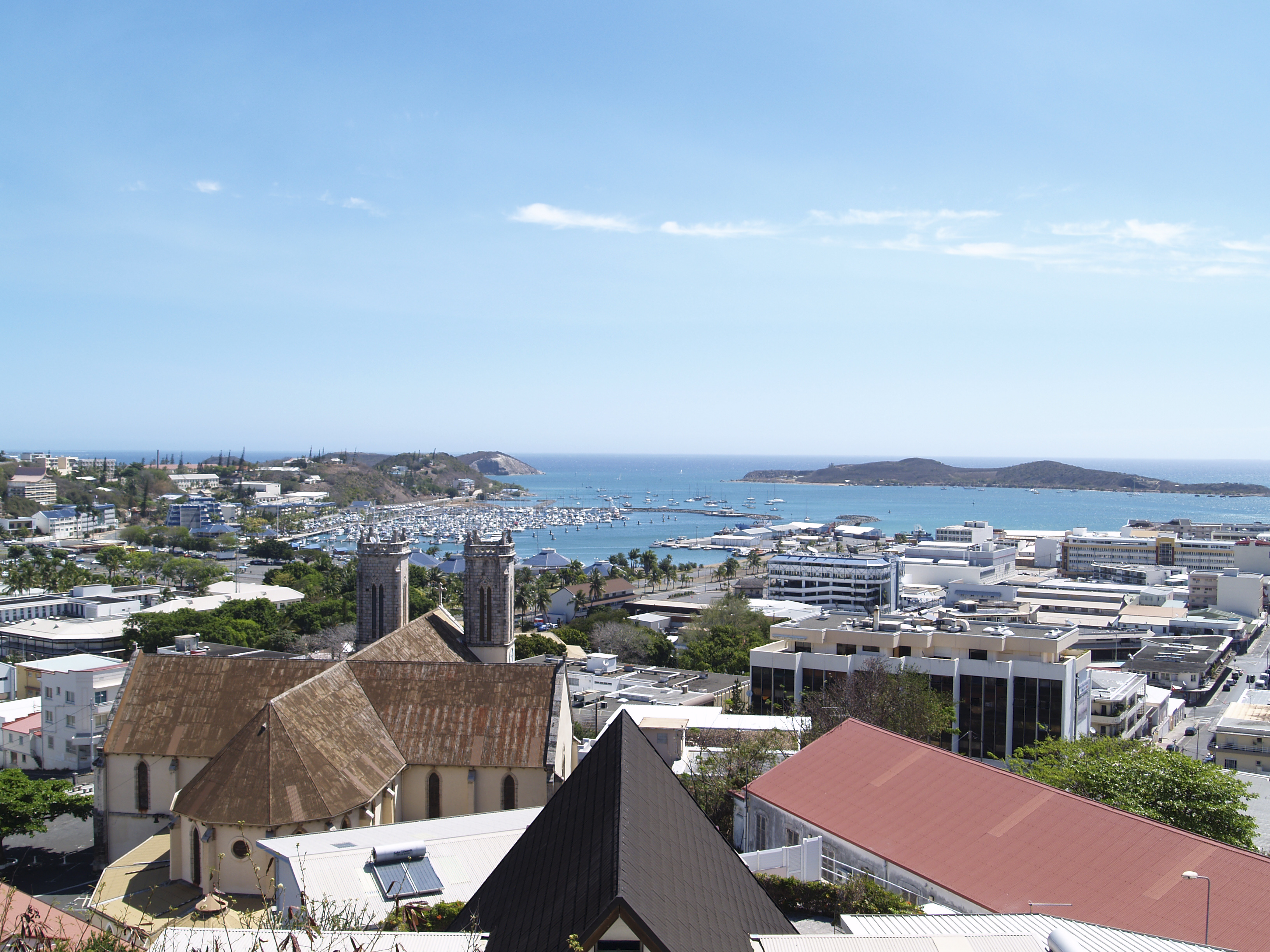
Façade arrière de la cathédrale.

Il s’agit d’un édifice religieux suivant un plan en croix latine, long de 56 m (5 travées avec voûtes d’ogive sexpartites pour la nef, 2 travées droites et 5 polygonales pour le chœur) et avec un transept large de 36 m, suivant un axe sud-ouest - nord-est. Haut de 15,5 m, le bâtiment est flanqué sur sa façade sud-ouest, de part et d’autre du porche, de deux tours de 25 m avec des balustrades en pierre au sommet (à l’origine, un faîtage sous forme de flèches étaient prévus mais, en raison des cyclones, ce projet a été abandonné). 
Les deux tours, les contreforts et les encadrements des baies sont en pierres taillées (assez représentatives des édifices construits par les déportés), les autres murs sont en moellons enduits à la chaux. La charpente et les voûtes d'ogive sont en bois de kaori (conifère de terrain minier produisant du bois résineux massif, pouvant être blanc ou rouge, ici rouge). Enfin le toit est constitué de tôle ondulée.
Dédiée à Joseph, l'époux de la Vierge Marie dans le Nouveau Testament, la cathédrale dispose de 28 vitraux représentant différents saints de l’Église catholique romaine et personnages bibliques :
- Nef :
  - mur nord : sainte Cécile de Rome, saint Maurice d'Agaune, sainte Élisabeth, saint Augustin d'Hippone, Moïse,
  - mur sud : saint Stanislas, sainte Hélène, saint Vincent de Paul, sainte Monique, saint François Xavier.
- Transept :
  - Croisillon nord (chapelle du Sacré-Cœur) : 
    - mur ouest : sainte Thérèse de Lisieux, saint Louis,
    - mur nord : Sacré-Cœur,

- -     - mur est : sainte Marie-Madeleine, saint Patrick.

  - Croisillon sud (chapelle de la Vierge) :
    - mur ouest : saintes Rose de Lima et Anne (face à  Joachim, son époux),
    - mur sud : Rosaire ou Vierge aux Roses,
    - mur est : saints Joachim (face à Anne, son épouse) et Pierre Chanel.
- Chœur :
  - mur nord : saints Alphonse et Michel,
  - mur sud : saints Austremoine et Léon.
- abside : 
  - mur nord : saints Jean et Pierre,
  - mur sud : saints André et Paul.

À cela s’ajoute une statue de Jeanne d'Arc, en armure et portant son étendard, sur le parvis au sud de l’édifice. Érigée en 1901, il s’agit d’un cadeau de l’évêché d’Orléans.

## Une cathédrale coloniale typique

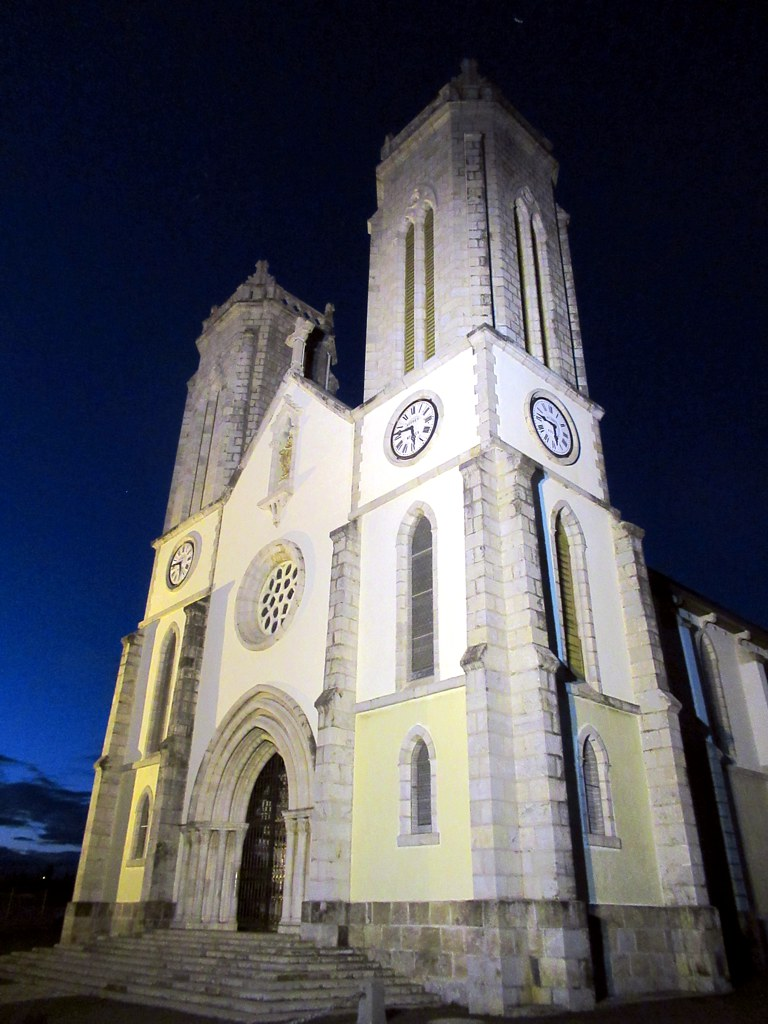
Cathédrale Saint-Joseph de nuit.

Placée en hauteur par rapport à la route, elle domine le centre-ville et est bâtie sur des soubassements réalisés par des travaux de terrassements de 1876 à 1887. Elle a été classée aux Monuments historiques le 20 août 1992, en raison de sa vue, mais aussi de son architecture qui rappelle certaines cathédrales d'Amérique latine, pour son maître autel sculpté en 1860 et hérité de la Mission de Saint-Louis (première église-mère du diocèse jusqu'à la consécration de la cathédrale en 1893), les boiseries en tamanou (bois assez dur, rose brun, voire rouge) du chœur, de la chaire et des chapelles, ses bénitiers géants faits en coquilles réelles de tridacne géant (crustacé d'ailleurs appelé généralement bénitier), son lustre (réplique de celui de l'église de la Madeleine à Paris et réalisé dans l'une des premières feuilles de métal de nickel extraites en Nouvelle-Calédonie), son lutrin sculpté ou encore son buffet d'orgue.
La cathédrale est dotée d'un orgue Mutin Cavaillé-Coll de 1908.

## XXIesiècle: travaux de restauration
Depuis 2007, l'association La cathédrale, notre patrimoine a commencé un plan de rénovation de la cathédrale,. Après la restauration de l'extérieur (toiture, etc), les travaux sont réalisés à l'intérieur (installations électriques, boiseries, etc..),. La 3e partie des travaux de l'intérieur de l'édifice ont été terminés en 2020. La 4e partie de la restauration sera réalisé dans la continuité des travaux intérieur,.

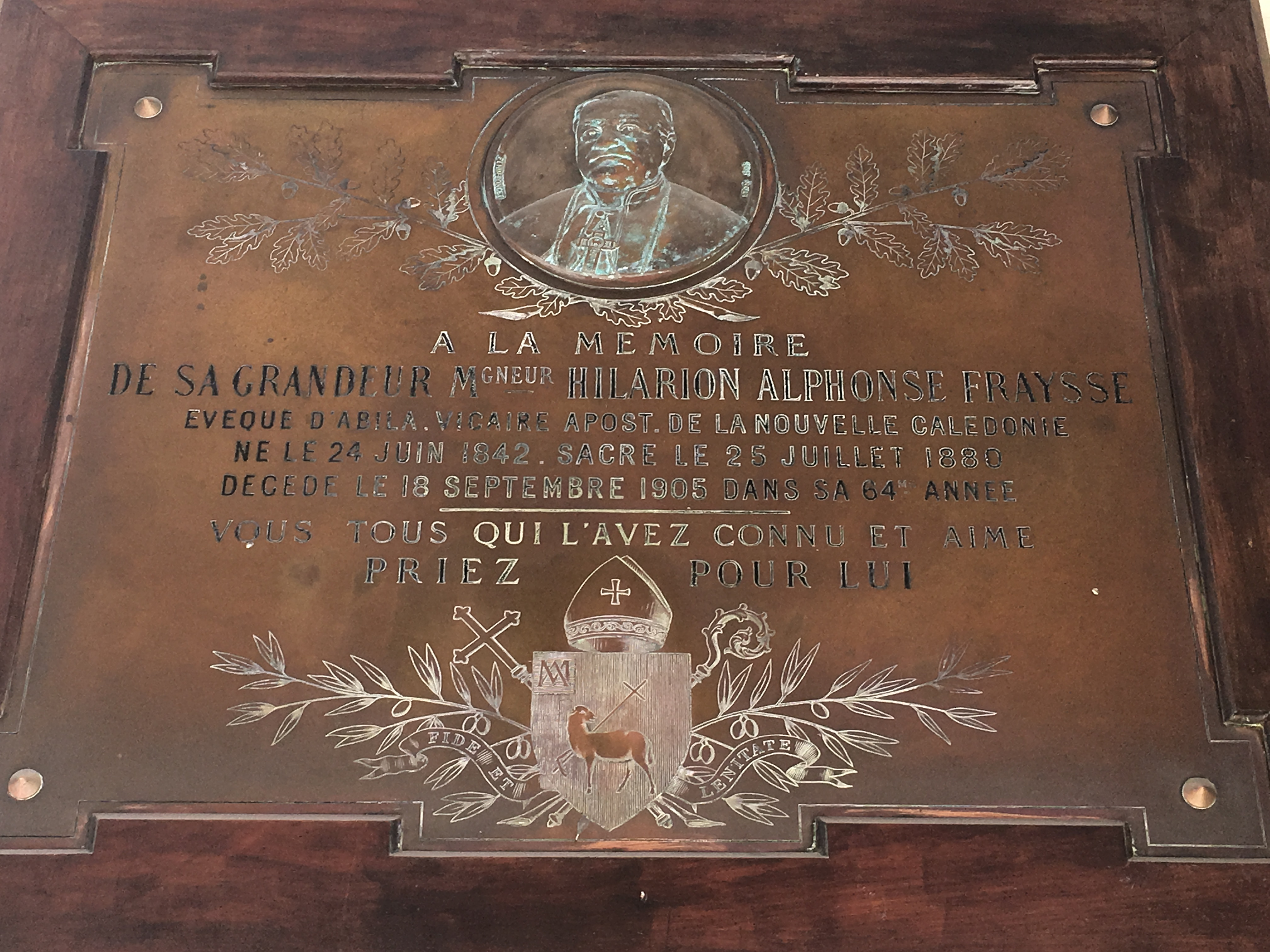
Plaque en mémoire de Mgr Hilarion Fraysse, vicaire apostolique, à l'entrée de la cathédrale.
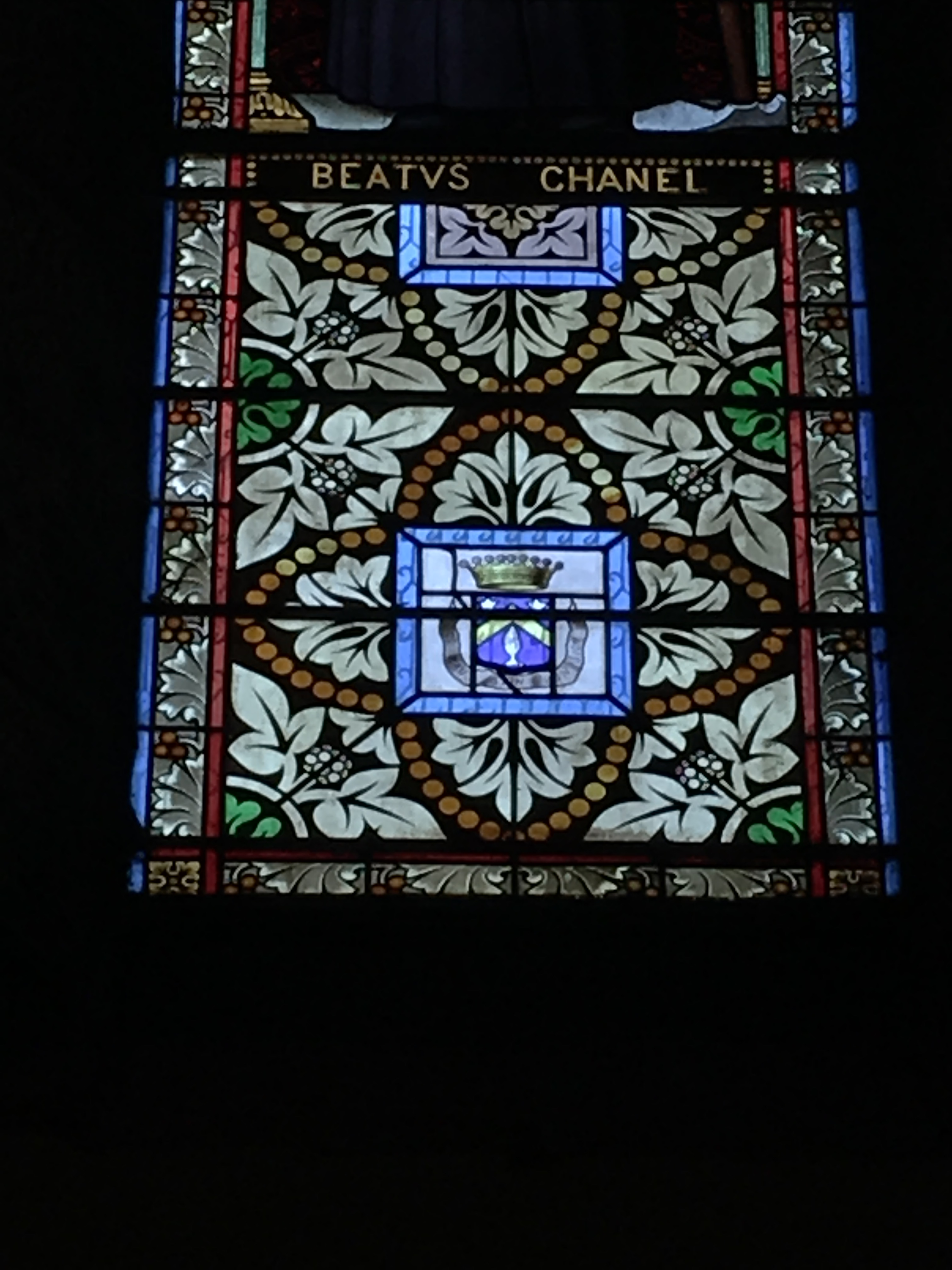
Vitrail aux armoiries de Maussion.
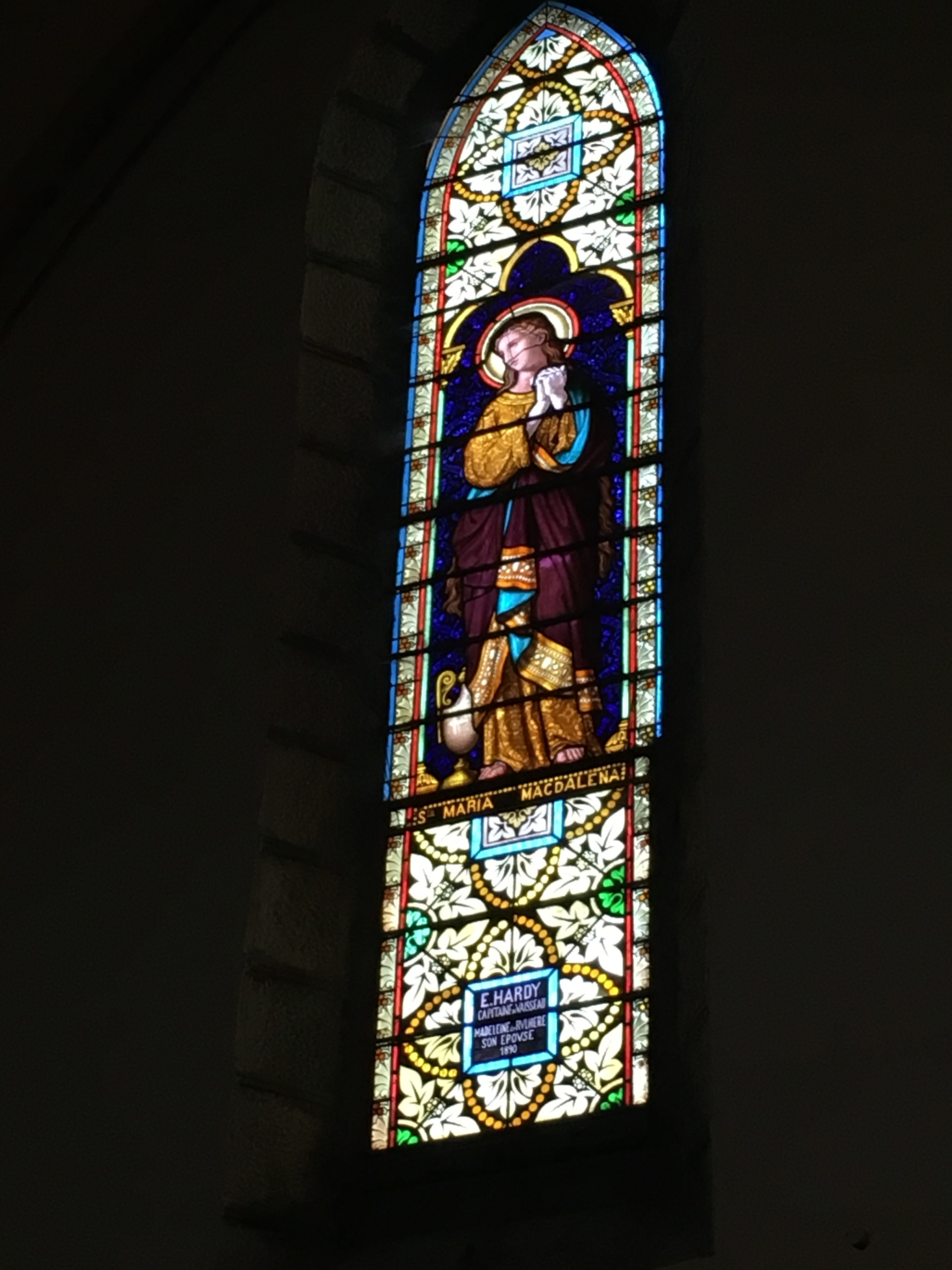
Vitrail à sainte Marie Madeleine, mur est du croisillon nord du transept.
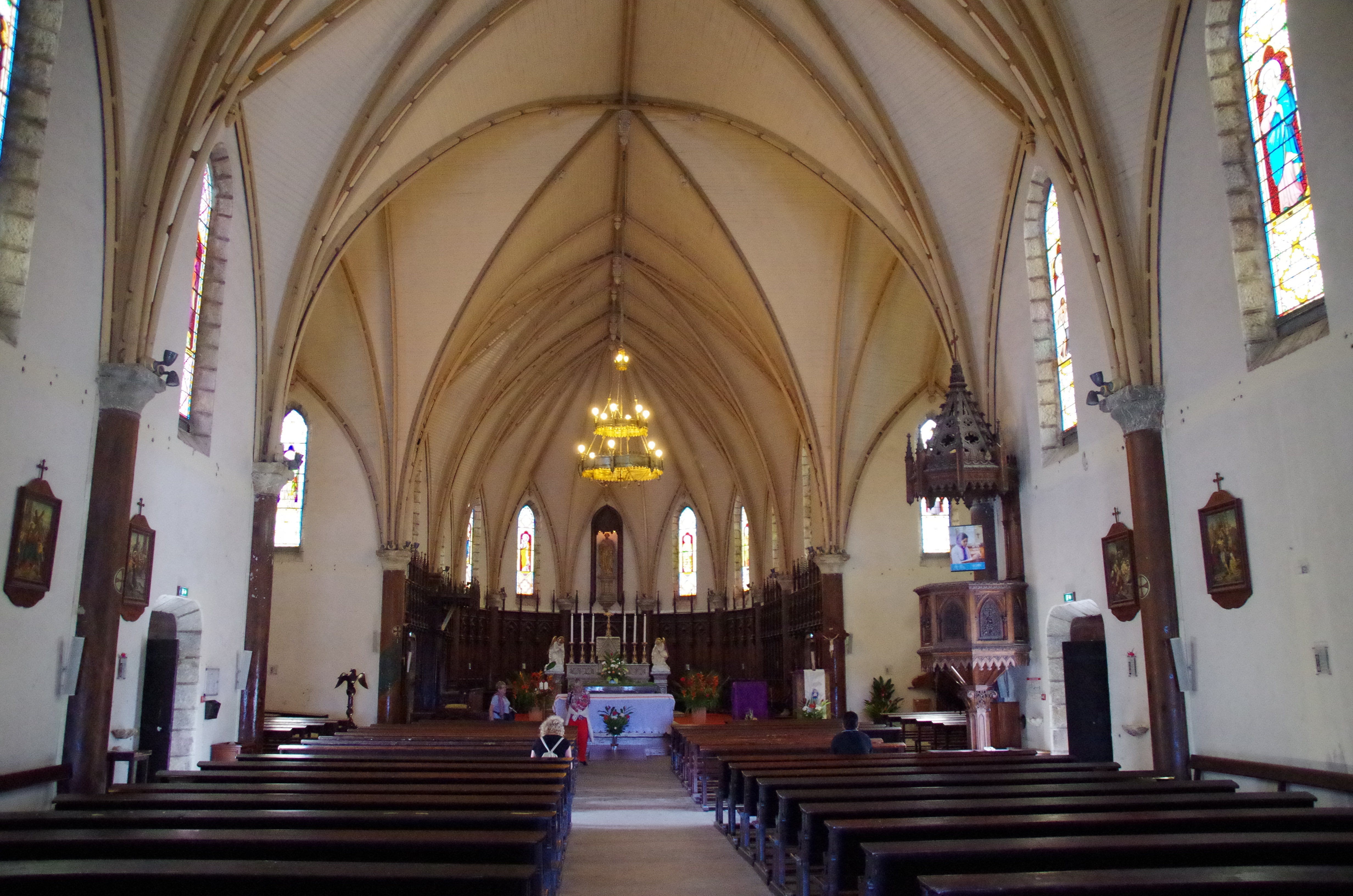
Intérieur de la cathédrale.
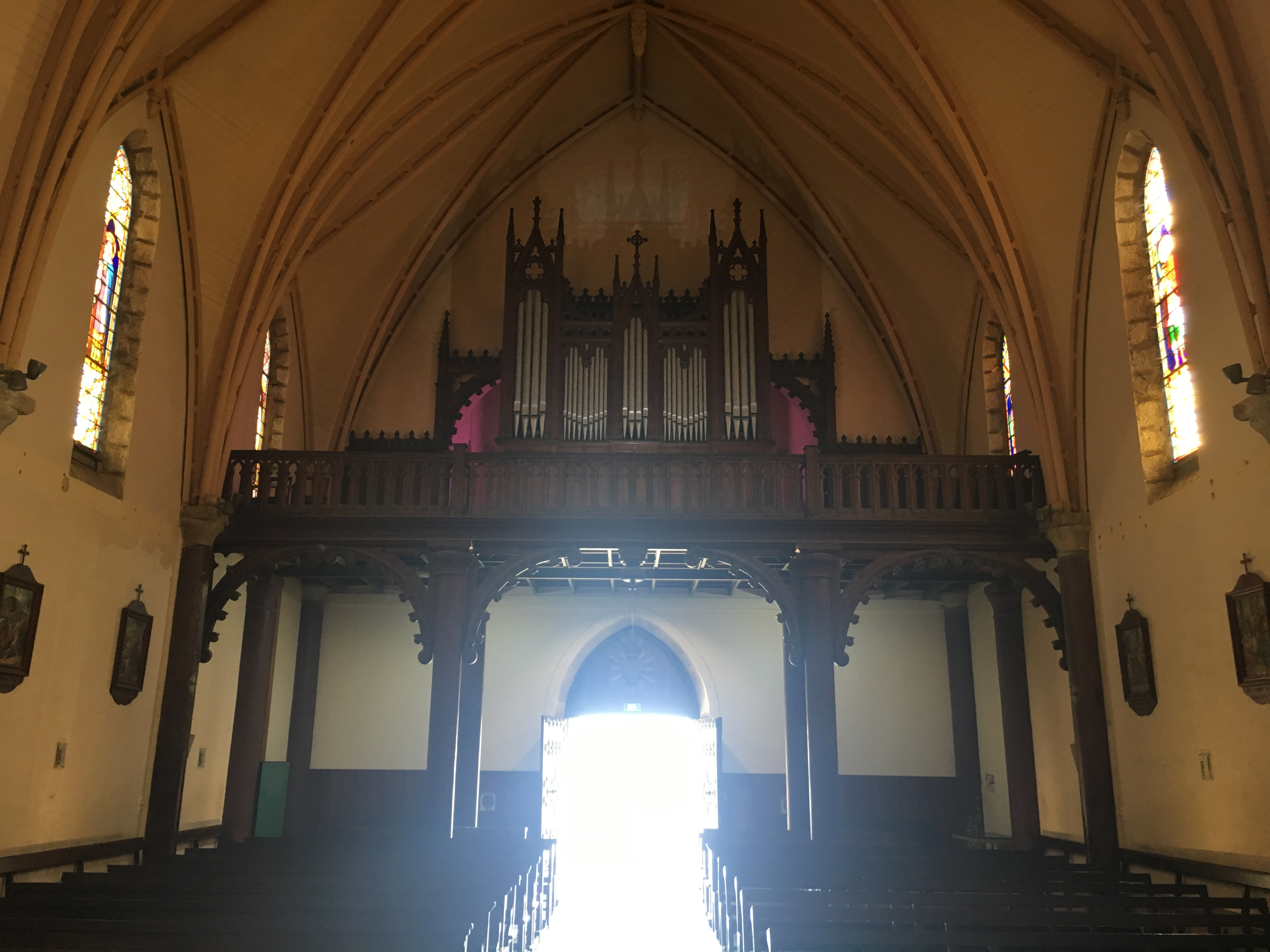
Orgue Mutin Cavaillé-Coll (1908).
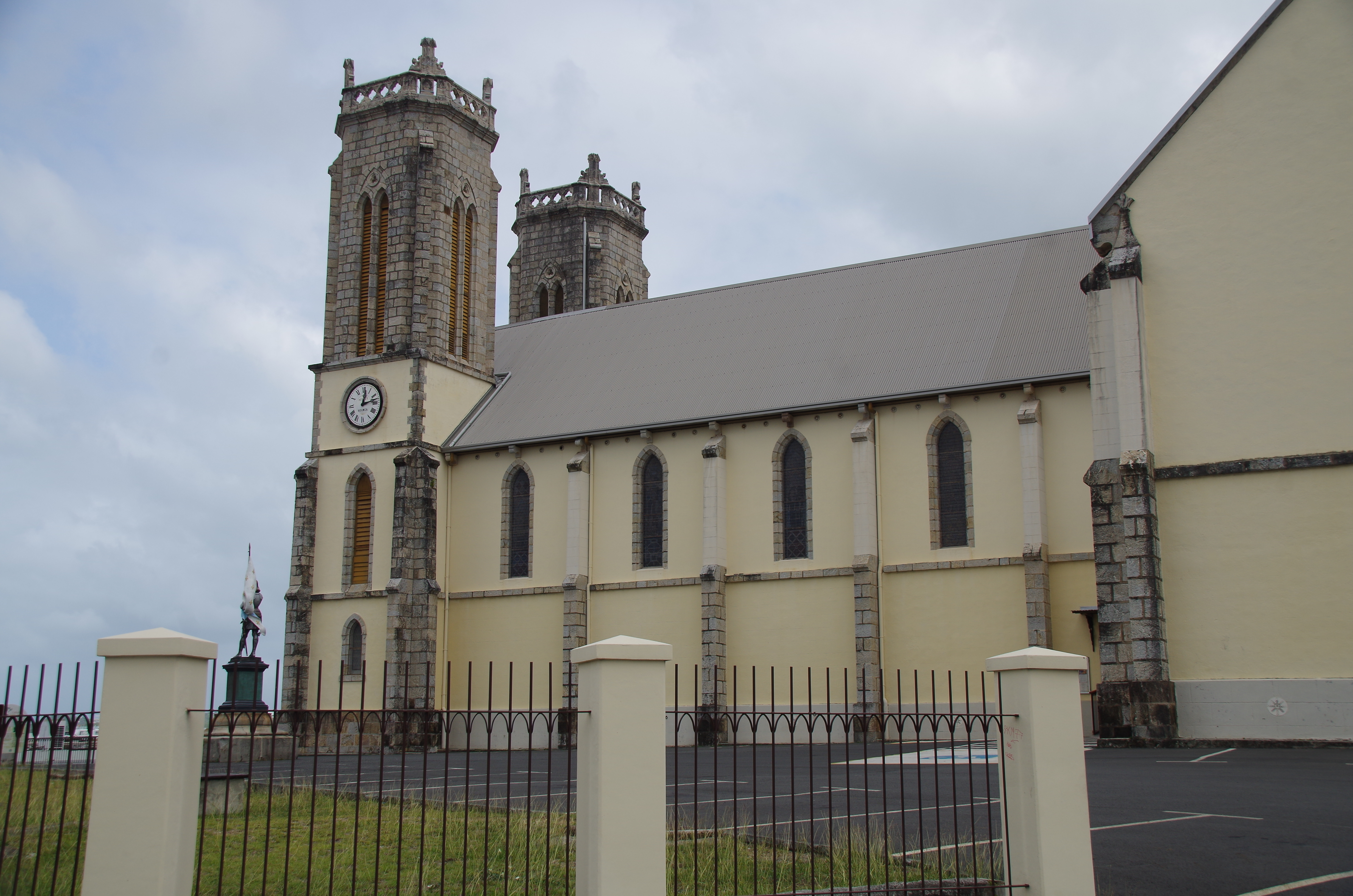
La cathédrale et son parking.
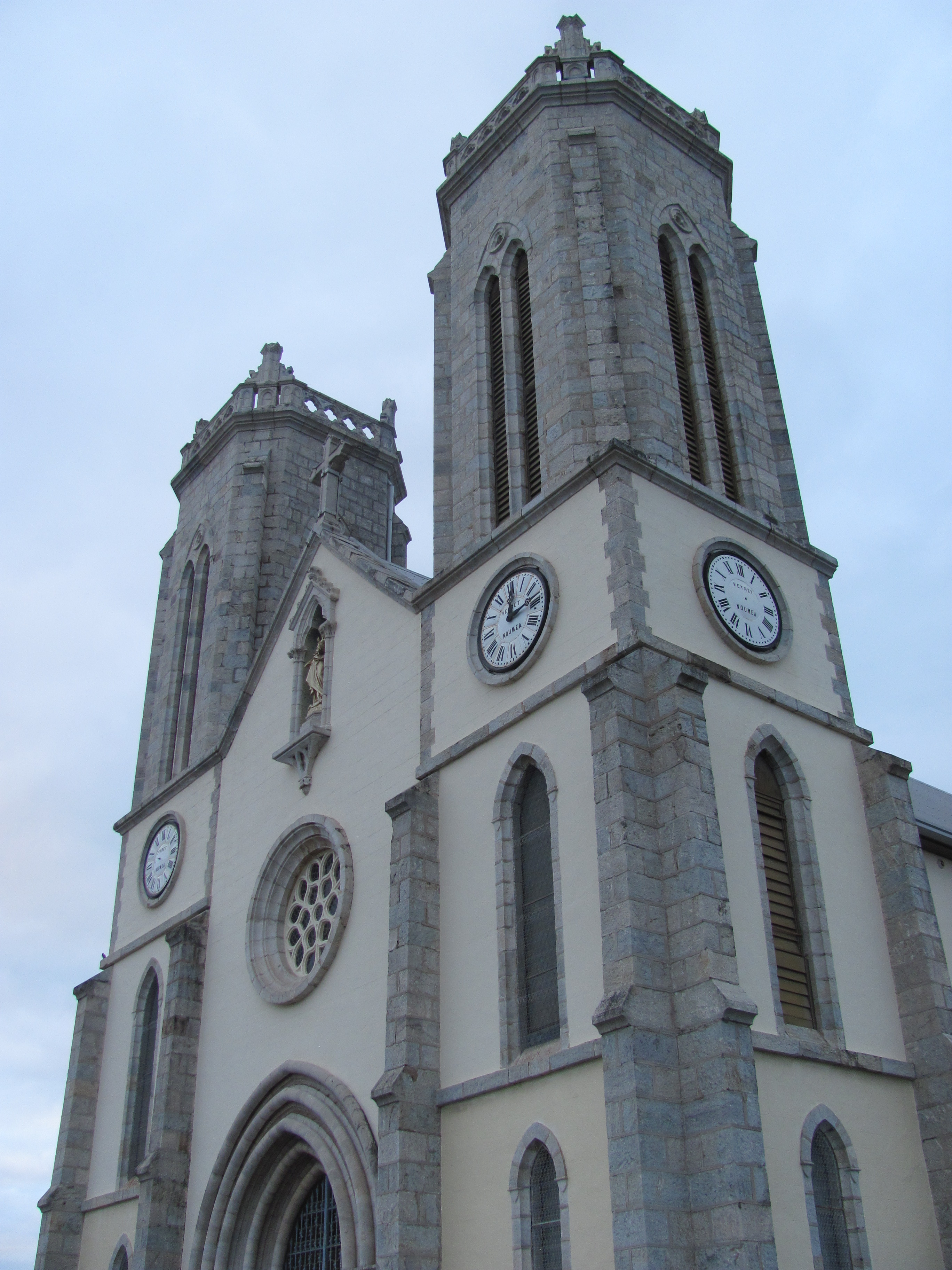
Façade avant de la cathédrale Saint-Joseph.
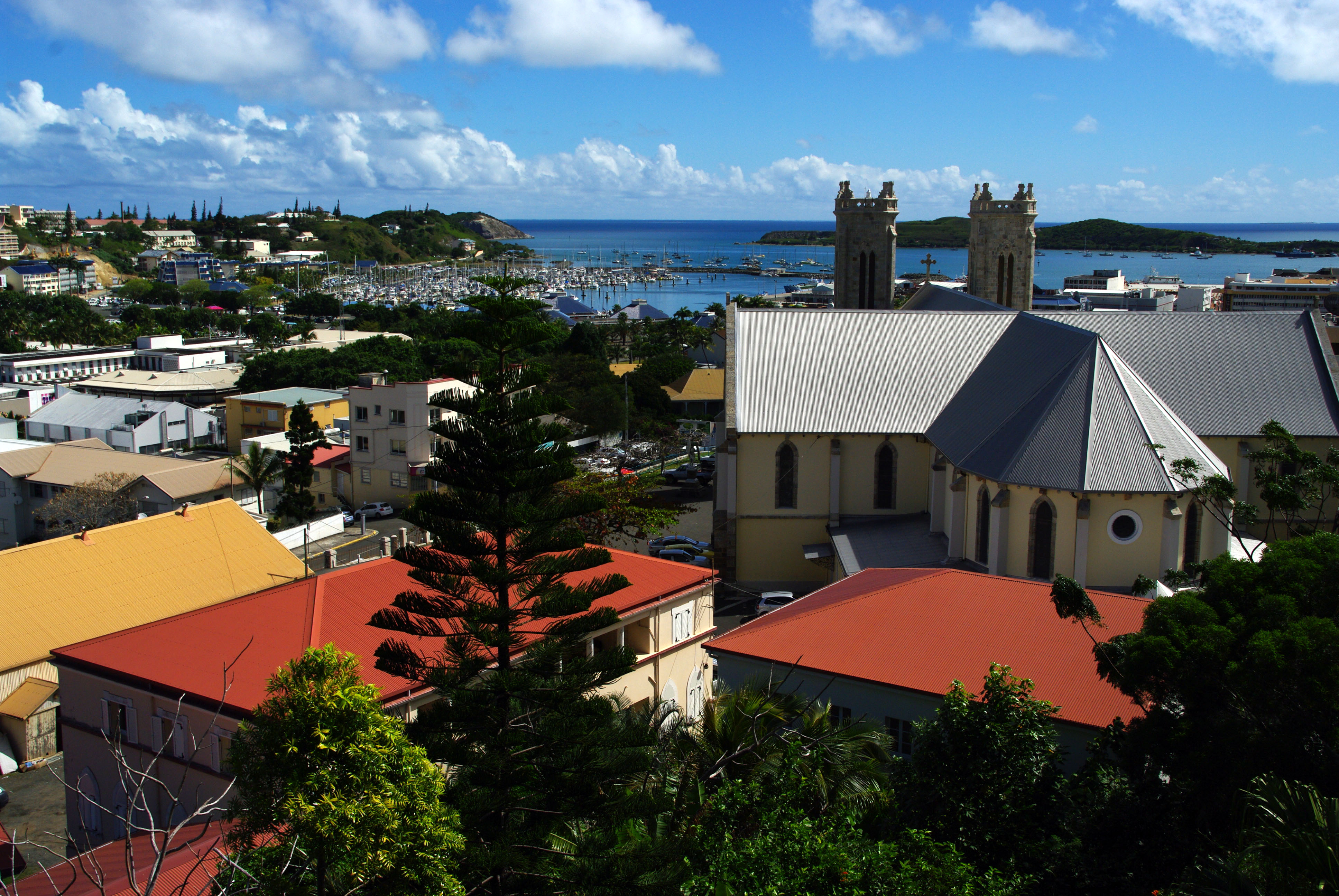
Façade arrière de la cathédrale Saint-Joseph.

## Curés et administrateurs
Ont été notamment curés et administrateurs de la cathédrale :
- Jean-Marie Tjibaou (deuxième vicaire, auprès du père Jacob Kapéta, premier vicaire) de 1966 à 1968,
- Jean-Yves Riocreux de 1979 à 1986,
- Roch Apikaoua, par ailleurs vicaire général de l'archidiocèse de Nouméa, depuis 2001.